# 尚皮尼奥勒 (厄尔省)
尚皮尼奥勒（法語：Champignolles，法語發音：[ʃɑ̃piɲɔl]）是法国厄尔省的一个旧市镇，属于埃夫勒区。2019年，尚皮尼奥勒并入市镇旧利尔。

## 地理
尚皮尼奥勒（48°57'19"N, 0°45'41"E）面积2.62 平方千米，位于法国诺曼底大区厄尔省，该省份为法国北部内陆省份，北起滨海塞纳省，西接奧恩省和卡爾瓦多斯省，南至厄尔-卢瓦省，东临瓦兹省、瓦兹河谷省和伊夫林省。
与尚皮尼奥勒接壤的市镇（或旧市镇、城区）包括：阿茹、乌什地区博勒努、里勒河畔拉费里耶尔、勒菲德莱尔。

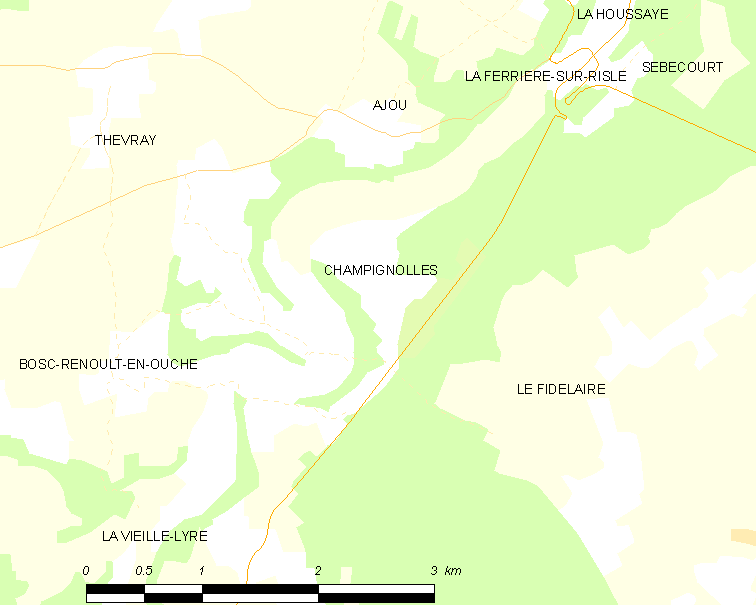
的OSM定位图

尚皮尼奥勒的时区为UTC+01:00、UTC+02:00（夏令时）。

## 行政
尚皮尼奥勒的邮政编码为27330，INSEE市镇编码为27143。

## 政治
尚皮尼奥勒所属的省级选区为布勒特伊县。

## 人口

1962-2008年间人口变化图示

尚皮尼奥勒于2018年1月1日时的人口数量为38人。